# Savo Radanović
Savo Radanović (en serbe en écriture cyrillique : Саво Радановић), né le 28 février 2009 à Trebinje, est un footballeur serbe qui joue au poste de gardien de but à l'Étoile rouge de Belgrade.

## Biographie

### Carrière en club
Né à Trebinje en Bosnie-Herzégovine, Savo Radanović y est formé par le FK Leotar.
En 2024, il rejoint l'Étoile rouge de Belgrade, où il commence sa carrière professionnelle en championnat de Serbie. Il joue son premier match avec l'équipe première du club le 2 mars 2025, titularisé et jouant toutes les minutes d'une victoire 4-0 contre l'IMT Belgrade en championnat. À tout juste 16 ans et deux jours, il devient le plus jeune joueur de l'histoire de son club.
Radanović est ainsi sacré champion de Serbie lors de la saison 2024-25, alors que son équipe domine la compétition depuis plusieurs saison,.

### Carrière en sélection
D'abord international avec les moins de 15 ans bosnien, Savo Radanović l'est ensuite avec l'équipe de Serbie des moins de 17 ans à partir de novembre 2024.

## Palmarès
Étoile rouge de Belgrade
- Championnat de Serbie (1)
  - Champion en 2024-25